# Sabic Agri-Nutrients Company
Die Sabic Agri-Nutrients Company (früher: Saudi Arabian Fertilizer Company „SAFCO“) ist ein saudi-arabisches Unternehmen mit Sitz in al-Dschubail. Es ist in den Bereichen Petrochemie und Düngemittelerzeugung tätig. Die Produktion beträgt jährlich bis zu 4,9 Mio. t Düngemitteln. Zu den Produkten des Unternehmens gehören Harnstoff-, Ammoniak-, Phosphat- und Mehrnährstoffdünger, verschiedene Arten von chemischen Düngemitteln und anorganische Produkte auf Stickstoffbasis.
Der Umsatz nach Regionen betrifft Singapur (29 %), Vereinigte Staaten (20 %), Indien (19 %), Saudi-Arabien (15 %), Bangladesh (12 %) und Andere (5 %). Die Firma Saudi Basic Industries Corporation (SABIC) hält 50,1 der Anteile, 49,9 % sind in privatem oder Staatsbesitz.
Beteiligungen sind National Chemical Fertilizer Co. (100 %), SABIC Agri-Nutrients Investments Co. (100 %), Al-Jubail Fertilizer Co. (50 %), Gulf Petrochemical Industries Co. Bahrain (33,33 %), Arabian Industrial Fibers Co. (3,87 %), Yanbu National Petrochemical Company (1,69 %).
Die Aktien sind an der Tadawul notiert und Teil des Tadawul All-Share Index (TASI).

## Geschichte
Saudi Arabian Fertilizer Company wurde unter dem königlichen Erlass Nr. M/13 vom 11.05.1385H im Jahr 1965 als Joint Venture zwischen der Regierung und Bürgern Saudi-Arabiens mit einem Kapital von 100 Mio. SR gegründet. Das Kapital wurde mehrmals erhöht und steht im Jahr 2024 bei 4.760.354.040 SR, bestehend aus 476.035.404 Aktien mit einem Nennwert von 10 SR. 2018 wurde das Unternehmen von SABIC übernommen.